# الخطوط الجوية التركمانية
الخطوط الجوية التركمانية (بالإنجليزية: Turkmenistan Airlines)‏، هي الناقل الوطني وشركة الطيران الوحيدة لدولة تركمانستان. تسير الشركة رحلات داخلية ودولية انطلاقا من مطار عشق آباد الدولي، ويقع مقرها في عشق آباد.

## وجهات

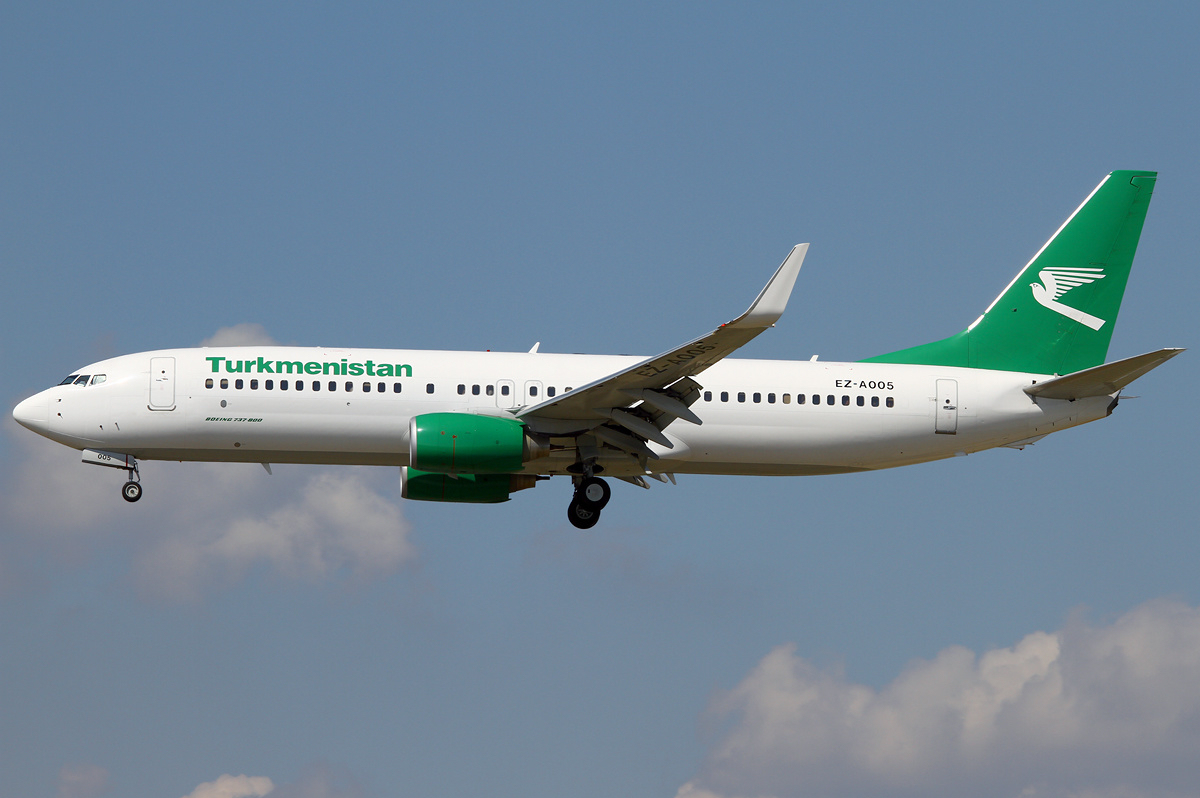
بوينغ 737 الجيل الجديد تابعة للخطوط الجوية التركمانية

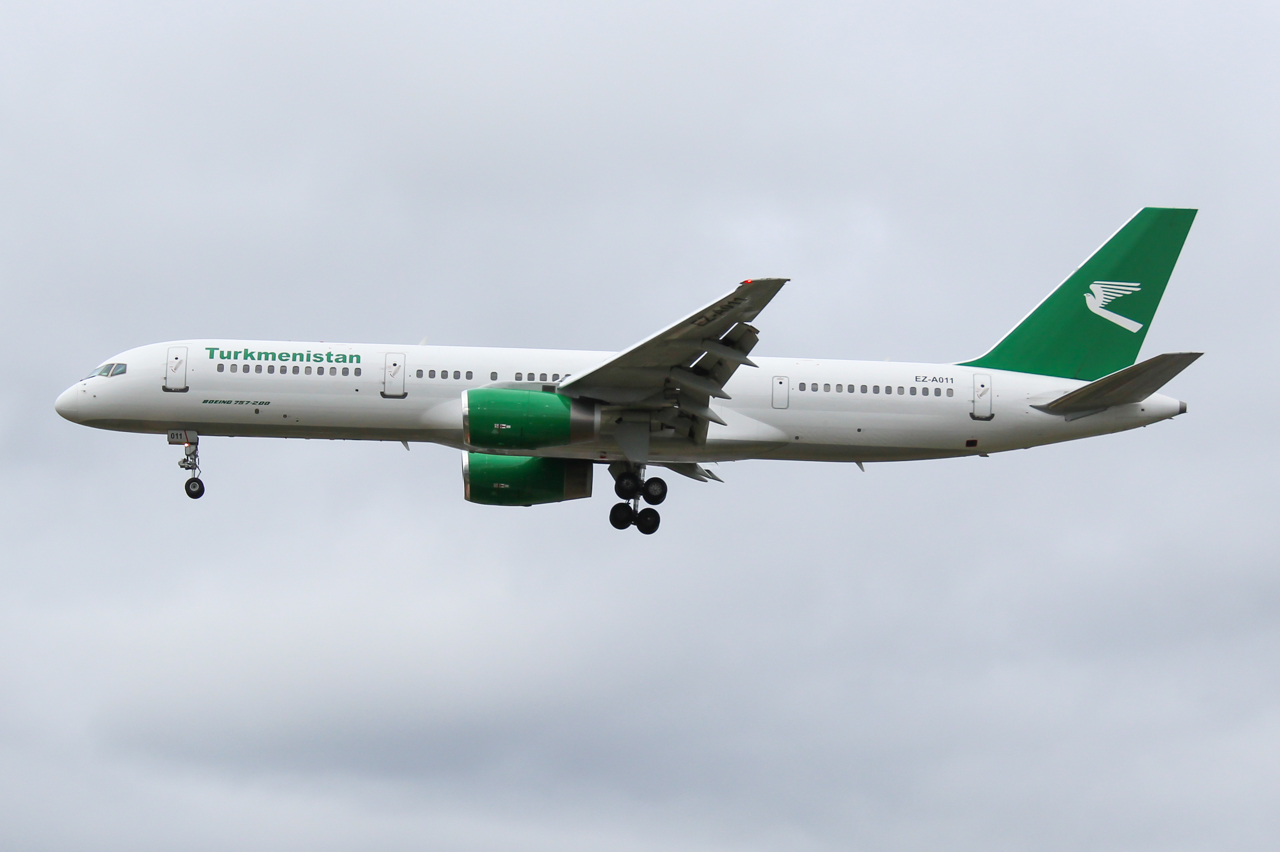
بوينغ 757 تابعة للخطوط الجوية التركمانية

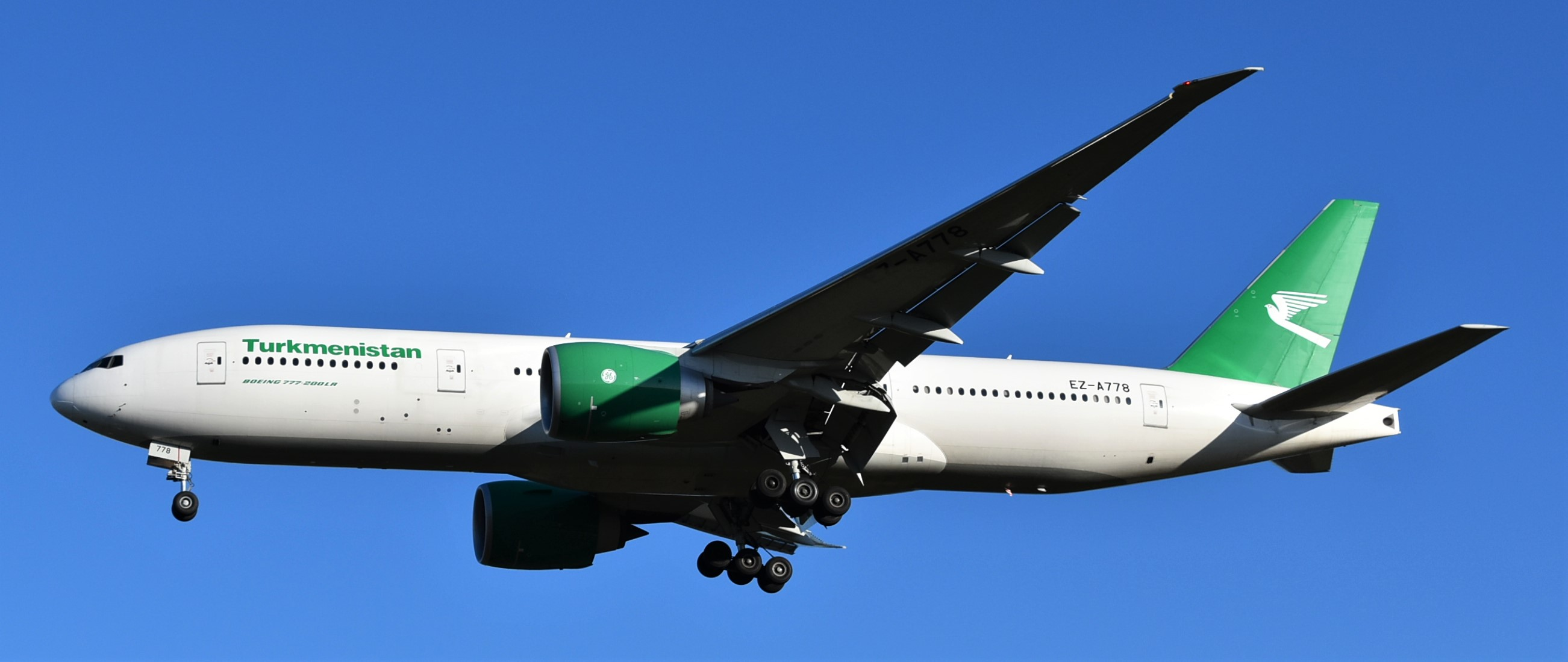
بوينغ 777 تابعة لطيران تركمانستان

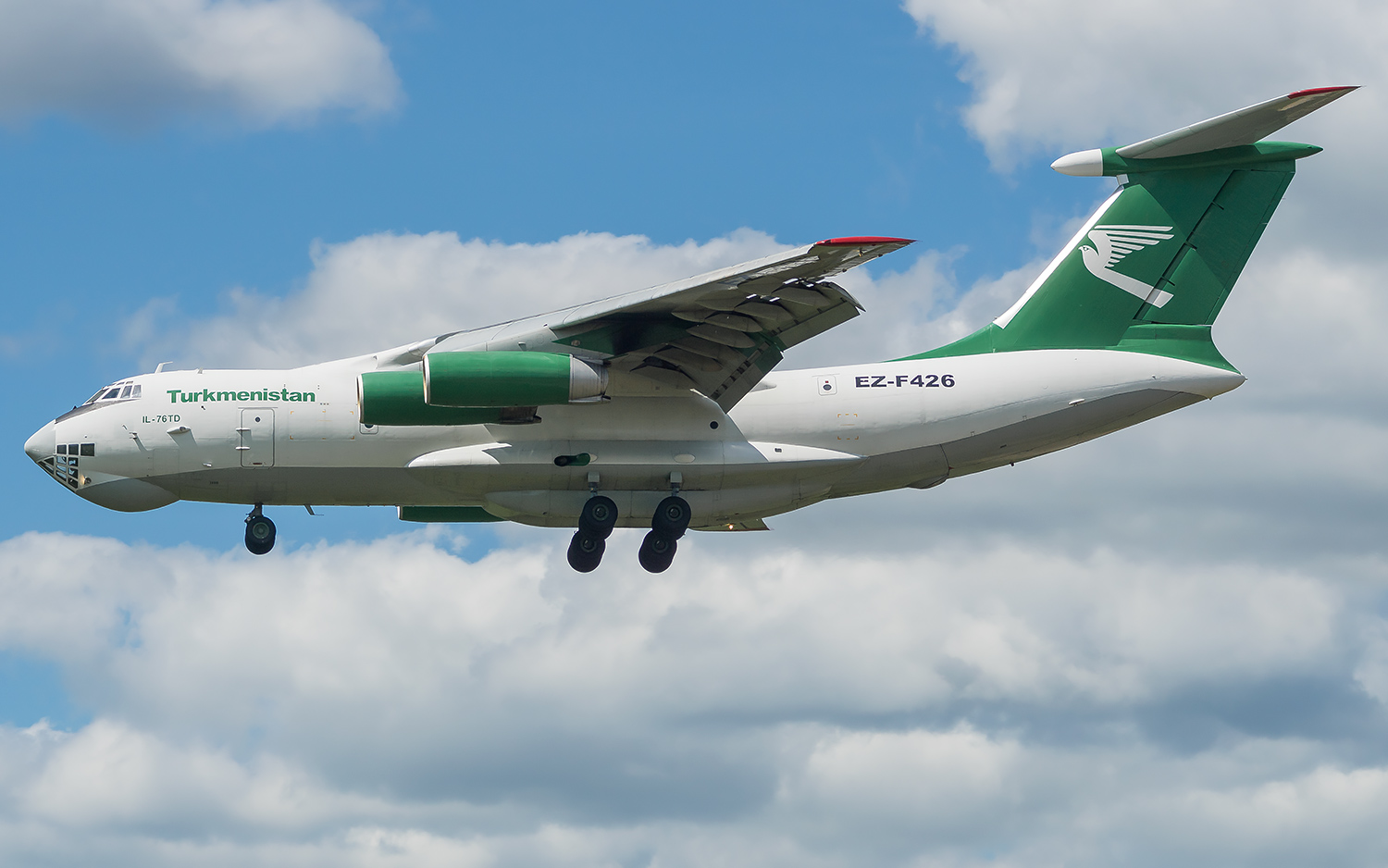
إليوشن إي أل-76 تابعة للخطوط الجوية التركمانية

ابتداء من أبريل 2015، تسير الشركة رحلات إلى 23 وجهة داخلية ودولية خصوصا من مطار عشق آباد الدولي وأيضا من مطاري تركمان أباد وتركمانباشي. تدير الشركة أيضا رحلات للشحن الجوي.

### اتفاقات الرمز المشترك
الخطوط الجوية الجورجية لديها اتفاقات الرمز المشترك مع الشركات التالية :
- طيران بيلافيا.
- خطوط إس 7 الجوية.

## الأسطول

### الأسطول الحالي
يتكون أسطول الخطوط الجوية التركمانية من الطائرات التالية:
| الطائرة                | في الخدمة | الطلبيات | الركاب | الركاب | الركاب  | ملاحظات |
| الطائرة                | في الخدمة | الطلبيات | د.س    | د.أ    | المجموع | ملاحظات |
| ---------------------- | --------- | -------- | ------ | ------ | ------- | ------- |
| بوينغ 737 الجيل الجديد | 4         | —        | 8      | 118    | 126     |         |
| بوينغ 737 الجيل الجديد | 4         | —        | —      | 149    | 149     |         |
| بوينغ 737 الجيل الجديد | 8         | —        | 16     | 144    | 160     |         |
| بوينغ 757              | 3         | —        | 16     | 173    | 189     |         |
| بوينغ 777              | 2         | —        | 28     | 263    | 291     |         |
| أسطول الشخصيات         |           |          |        |        |         |         |
| بوينغ 737 الجيل الجديد | 1         | —        | وجيه   | وجيه   | وجيه    |         |
| بوينغ بيزنس جت         | 1         | —        | وجيه   | وجيه   | وجيه    |         |
| بوينغ 777              | 1         | —        | وجيه   | وجيه   | وجيه    |         |
| بومباردييه تشالنجر 850 | 1         | —        | وجيه   | وجيه   | وجيه    |         |
| أسطول الشحن            |           |          |        |        |         |         |
| إليوشن إي أل-76        | 8         | —        | الشحن  | الشحن  | الشحن   |         |
| المجموع                | 29        | —        |        |        |         |         |

### أسطول سابق
كان أسطول الشركة مكونا من الطائرات التالية :
- أنتونوف أن-24
- بوينغ 717-200
- بوينغ 767-300
- بوينغ 767
- توبوليف تو 154
- ياكوفليف ياك-40
- ياكوفليف ياك-42

## وصلات خارجية
- الموقع الرسمي